# Спаљивање моштију светог Саве
Спаљење моштију Светог Саве је један од празника СПЦ. Тело Светог Саве је сахрањено у манастиру Милешева. За време турске владавине народ српски се скупљао над моштима свога Светитеља, да тражи утеху и лек. Бојећи се, да се са тога места не дигне побуна против Турака, Синан паша Београдски је током Банатског устанка наредио да се мошти Савине пренесу у Београд, и ту спале, на Врачару, 27. априла (10. маја) 1594. године. Према српској црквенонародној традицији, спаљивањем моштију Светитељевих паша не само да није угасио свест о Светом Сави у народу него ју је још више укоренио.
Српска православна црква слави овај празник 27. априла по јулијанском, односно 10. маја по грегоријанском календару.
Место спаљивања тешко је са сигурношћу утврдити. Иако је Храм Светог Саве сазидан на месту за које се сматра да је место спаљивања моштију, тај се догађај вероватно није десио на данашњем Врачару, који је тада био далеко изван зидина града, већ на брду „Чупина умка“, на Ташмајдану на месту између данашње цркве Светог Марка и спортског комплекса, а које се тада звало Врачар.
Постоје тврдње да Свети Сава заправо није спаљен и да његове мошти почивају у манастиру Ждребаоник.